# Oden
Oden (おでん eller 御田) er en japansk ret, der består af flere ingredienser så som kogte æg, kinaradiser, konnyaku og chikuwa, og som koges i dashi-sovs med konbu eller katsuobushi.
Som krydderi kan karashi tilsættes. I Nagoya bruges miso som dippsauce, og retten kaldes også for kantou ni (関東煮), da oden stammer fra regionen Kantō. Tilsvarende kendes oden i Kansai under det sjældne navn kantou daki (関東炊き Kantou-kogt).
Oden kommer oprindeligt af misodengaku, kort dengaku: Konnyaku eller tofu blev kogt og spist med miso. Senere blev de andre ingredienser kogt i dashi i stedet for miso, og retten blev populær.
Til forskel fra de fleste sammenkogte retter kan ingredienserne tilføjes til enhver tid og forblive længe i dashi. På den måde blev oden en populær ret i vintertiden i de japanske convenience stores og sælges også fra vogne. Der findes mange variationsmuligheder og lokaleafarter. Oden tilbydes fra 50 yen pr. tilsat ingrediens med dashi.